# Wonder Woman: Historia
Wonder Woman: Historia (publicado en inglés como Wonder Woman Historia: The Amazons) es un cómic estadounidense publicado por DC Comics bajo su sello Black Label. La serie limitada de tres números fue escrita por Kelly Sue DeConnick e ilustrada por un artista diferente en cada número (Phil Jiménez para el primer libro, Gene Ha para el segundo y Nicola Scott para el tercero). Publicada en conmemoración del 80.º aniversario de Wonder Woman, la serie de cómics recibió elogios de la crítica, y el primer número ganó el Premio Will Eisner de la Industria del Cómic al Mejor Número Individual en 2022.

## Trama
Número uno
Antíope narra los acontecimientos que llevaron a la creación de ella misma y de sus hermanas amazonas.
Hartas de que las mujeres mortales sean esclavizadas y sometidas a constantes abusos, siete diosas griegas (Hestia, Artemisa, Deméter, Hécate, Afrodita, Atenea y la reina Hera) se reúnen en el Monte Olimpo para exigir que todos los hombres mortales sean castigados por maltratar a las mujeres, solo para que su solicitud sea rechazada por Zeus, el mujeriego esposo de Hera y rey de los dioses olímpicos.
Sin inmutarse, las diosas, excepto Hera, viajan en secreto al Tártaro y se reagrupan en el Pozo de los Perdidos, el lugar de descanso de las almas de todas las mujeres asesinadas por los hombres. Usando sus poderes, cada diosa forma un quinteto de guerreras —llamadas Amazonas— con las almas de las mujeres muertas. Compuestas por seis tribus, cada una con su propia reina y diosa protectora, las treinta Amazonas recorren el mundo antiguo para rescatar a las mujeres esclavizadas de los traficantes masculinos, a quienes asesinan en actos de vigilantismlo
Mientras tanto, Hipólita, la asistente viuda de una partera, recibe la orden de abandonar a una niña recién nacida o deseada, ya que su padre ya tiene otras tres hijas. Tras darle una dracma a la bebé y enviarla río abajo, Hipólita cambia de opinión y lucha contra los elementos para recuperar a la niña, pero no lo consigue.
En pleno invierno, Hipólita es rehén de unos traficantes, pero es rescatada por las amazonas, que le dejan comida, ropa y el caballo de Antíope antes de desaparecer en la noche.
De regreso al Olimpo, Hera convierte el alma del bebé abandonado en un pájaro para espiar a Hipólita, quien luego parte en busca de las amazonas.
Número dos
A medida que pasan las estaciones, Hipólita reanuda su búsqueda de las Amazonas, siguiendo el rastro de los traficantes asesinados.
Una noche, Hipólita se encuentra con Artemisa. Tras declarar su deseo de convertirse en amazona, Artemisa le informa cuándo atacarán las guerreras a cambio del caballo de Antíope. Siguiendo las instrucciones de Artemisa, Hipólita se reúne con las amazonas y les comunica su deseo. Tras deliberar, las reinas de las seis tribus acceden e Hipólita se convierte en la séptima reina amazona. Su propia tribu venera a las seis diosas creadoras y está formada por las mujeres que las amazonas rescatan y traen a su escondite secreto para convertirse en hermanas honorarias.
Para mantener su existencia en secreto ante los dioses masculinos, especialmente Zeus, las amazonas se esconden durante el día y solo realizan sus misiones de noche, cuando Artemisa puede protegerlas. Pero, como bien advirtió Hera, una joven amazona llamada Tarpeya entra en el templo de Apolo durante el día y mata al hijo de un traficante asesinado mientras este reza al dios del sol.
Ahora conscientes de la existencia de las amazonas, los dioses envían un ejército compuesto exclusivamente por hombres para aniquilar a las mujeres guerreras mientras Hera ordena a su espía que advierta a las diosas.
Número tres
Cuando la existencia de las amazonas ya no es un secreto, Deméter critica a Hera por no molestarse en ayudar a las guerreras, cuya creación fue idea de la propia Reina Olímpica.
De vuelta en la Tierra, las amazonas luchan contra los dioses y sus soldados. Incluso matan a Hércules, el hijo de Zeus, quien intentó luchar contra ellas en uno de sus infames trabajos, lo que provocó que su padre arremetiera furioso contra Hera.
Hipólita fusiona las siete tribus amazónicas en un solo grupo y lidera como su única reina. Sin embargo, a pesar de su valentía y habilidades, las amazonas no son rival para sus enemigos masculinos y sufren muchas pérdidas. Cuando Artemisa envía el caballo de Antíope, Hipólita lo monta hasta el Olimpo, donde llega a un acuerdo con Zeus: las vidas de las amazonas a cambio de su libertad. A excepción de Tarpeia, todas las amazonas, muertas y vivas, reciben una larga vida, pero son encarceladas para siempre en Themyscira, una isla donde se les permite hacer lo que quieran bajo la vigilancia del dios del sol; una vez al mes, a Artemisa se le permite la tutela temporal de las guerreras que había ayudado a crear.
Afligida por haber privado a sus hermanas de su libertad, Hipólita crea una niña de arcilla, a quien las siete diosas bendicen con regalos y reencarnan del alma de la misma niña a la que la Reina de las Amazonas recibió la orden de abandonar.
Feliz de tener una hija, Hipólita la llama Diana, en honor a la diosa de la luna y la caza.
La propia Diana crecerá y se convertirá en la Mujer Maravilla y continuará la lucha de su madre y sus hermanas amazonas por la justicia de las mujeres.

## Publicación

### Números
| Asunto | Fecha de publicación    | Índice de Comicscore | Ref.        |
| ------ | ----------------------- | -------------------- | ----------- |
| #1     | 30 de noviembre de 2021 | 94                   | [ 3 ] [ 4 ] |
| #2     | 5 de abril de 2022      | 92                   | [ 5 ] [ 6 ] |
| #3     | 27 de diciembre de 2022 | 85                   | [ 7 ] [ 8 ] |